# Albert Windey
Albert Windey (Kaprijke, 24 oktober 1918 - Gent, 26 maart 2011) was lange tijd burgemeester van de Belgische gemeente Kaprijke en voorzitter van de Oost-Vlaamse provincieraad.

## Burgemeester
Windey was politicus van CD&V-strekking en werd geboren als zoon van Emiel Windey en Louise Van Acker. Reeds voor de Tweede Wereldoorlog was hij actief binnen de KAJ en legde er de basis van zijn politieke loopbaan. Hij nam in 1958 de eerste maal deel aan de gemeenteraadsverkiezingen en werd raadslid in 1959. In 1971 werd hij schepen en in 1975 burgemeester van de gemeente Kaprijke, wat hij ook bleef na de fusie van 1977 met Lembeke. Hij bleef in functie tot in 1994. In 1977 werd hij verkozen tot voorzitter van de provincieraad van Oost-Vlaanderen tot hij in 1985 werd opgevolgd door Jan De Crem.
Windey was tevens bestuurslid en voorzitter bij talrijke verenigingen, ook binnen het ACW. De beweging waarvoor hij ganse zijn leven voor inzette en militeerde.